# 601 (numero)
Seicentouno (601) è il numero naturale dopo il 600 e prima del 602.

## Proprietà matematiche
- È un numero dispari.
- È un numero difettivo.
- È un numero primo.
- È il 16° numero pentagonale centrato.
- È un numero palindromo nel sistema di numerazione posizionale a base 9 (737), in quello a base 13 (373) e in quello a base 20 (1A1).
- È un numero fortunato.
- È parte delle terne pitagoriche (240, 551, 601), (601, 180600, 180601).

## Astronomia
- 601 Nerthus è un asteroide della fascia principale del sistema solare.
- NGC 601 è un galassia della costellazione della Balena.

## Astronautica
- Cosmos 601 è un satellite artificiale russo.